# Quận Garfield, Utah
Quận Garfield là một quận thuộc tiểu bang Utah, Hoa Kỳ. Quận lỵ đóng ở Panguitch6. Quận được đặt tên theo James A. Garfield. Dân số theo điều tra năm 2010 của Cục điều tra dân số Hoa Kỳ là 5172 người.

## Địa lý
Theo Cục điều tra dân số Hoa Kỳ, quận này có diện tích km2, trong đó có km2 là diện tích mặt nước.